# Доманкуш
45°59′ пн. ш. 16°46′ сх. д. / 45.99° пн. ш. 16.76° сх. д.
Доманкуш (хорв. Domankuš) — населений пункт у Хорватії, у Б'єловарсько-Білогорській жупанії у складі громади Ровище.

## Населення
Населення за даними перепису 2011 року становило 258 осіб.
Динаміка чисельності населення поселення: